# Квітневе (Дніпровський район)
Квітне́ве — село в Україні, у Солонянській селищній громаді Дніпровського району Дніпропетровської області. Населення станом на 2021 рік становить 144 особи.

## Назва
19 вересня 2024 року Верховна Рада підтримала перейменування села Перше Травня на Квітневе. 26 вересня 2024 року перейменування набуло чинності.

## Географія
Село Квітневе розташоване за 6 км від правого берега річки Дніпро, на відстані 1,5 км від сіл Любов і Долинівка. Поруч проходить автомобільна дорога Н08.

## Населення

### Мова
Розподіл населення за рідною мовою за даними перепису 2001 року:
| Мова            | Кількість | Відсоток |
| --------------- | --------- | -------- |
| українська      | 148       | 89.70%   |
| російська       | 7         | 4.24%    |
| білоруська      | 1         | 0.61%    |
| інші/не вказали | 1         | 5.45%    |
| Усього          | 165       | 100%     |